# 佩蒂鎮區 (伊利諾伊州勞倫斯縣)
佩蒂鎮區（英語：Petty Township）是位於美國伊利諾伊州勞倫斯縣的一個行政鎮區。

## 地方資料
根據2010年美國人口普查的數據，佩蒂鎮區的面積為148.60平方千米，當中陸地面積為148.60平方千米，而水域面積為0.00平方千米。當地共有人口682人，而人口密度為每平方千米4.59人。